# ダンジョン

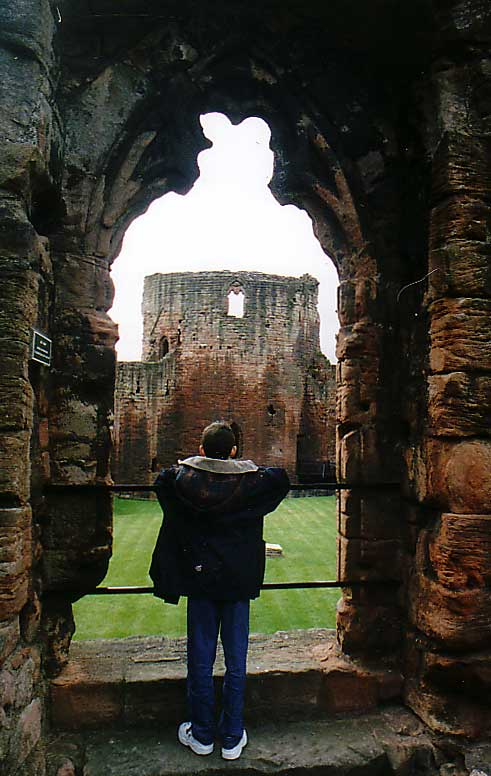
グレートホールから望むダンジョン（ボスウェル城）

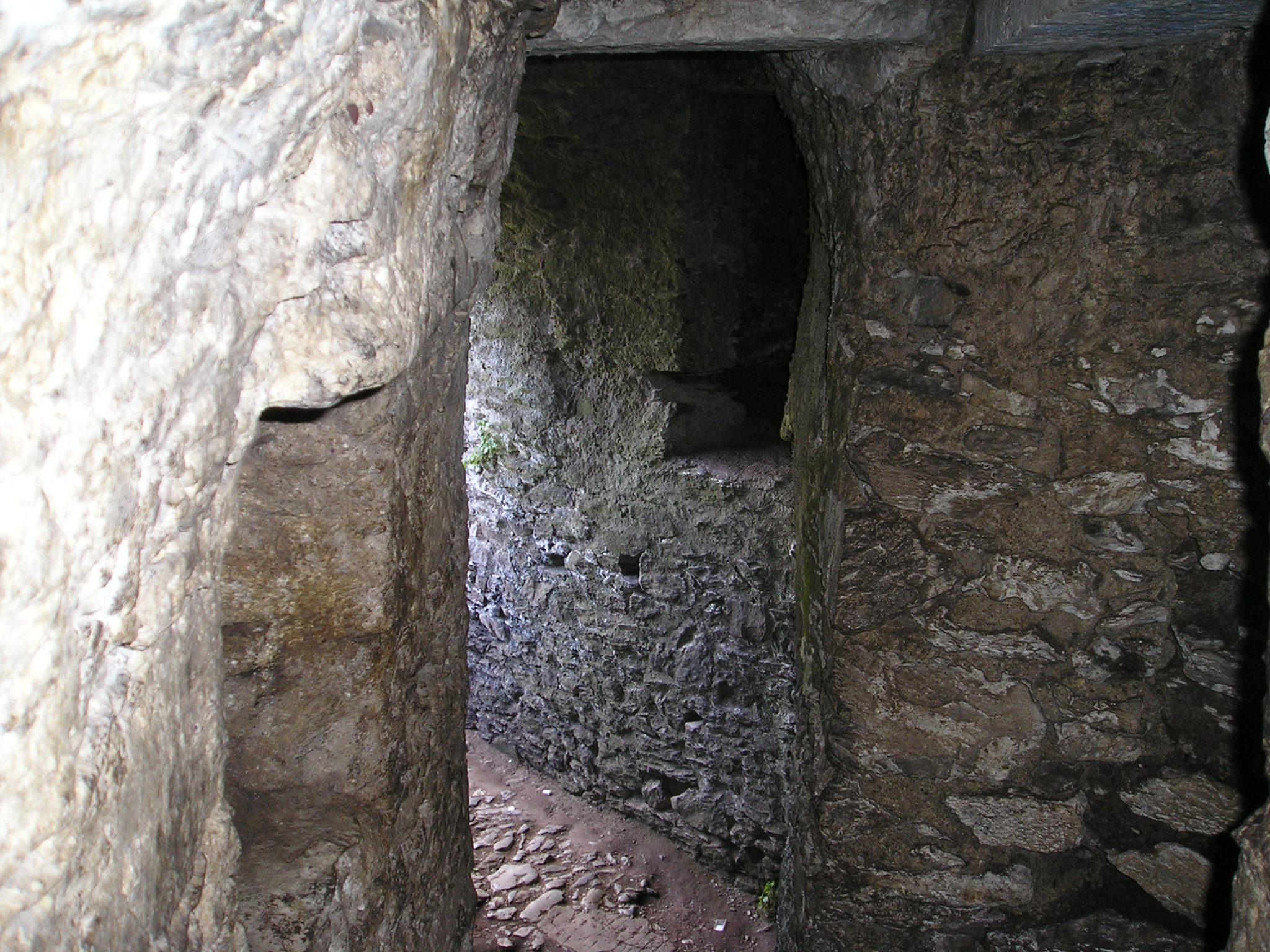
地下牢（ブラーニー城）

ダンジョン (英語: dungeon) とは「地下牢」を意味し、城などの地下に造られた監獄や地下室を指す。

## 語源と比喩的意味
ダンジョンは、君主を意味するラテン語の "dominus" に由来する古フランス語である。

中世では、城の最重要部である天守 (キープ) を意味した。ダンジョンは外壁が占領された後、守備兵達が立てこもる最後の砦であり、城の塔の中でもっとも堅固な部分であった。壁の強度を保つため、塔の下部には窓がない。それゆえ君主のための豪華な城が建てられるようになってからは、主として囚人を閉じこめておくための場所として使われるようになった（ボスウェル城など）。
また、ダンジョンは典型的な城の作りとして城の真下に作られる、地下納骨堂や牢屋をも意味するようになった。現実のダンジョンは重たいドアの付いたなにもない簡素な部屋であるが、地下に捕らわれ拷問が行われたりする場所であることから、人間の恐怖を表す隠喩としてさまざまな状況でこの言葉は使われている。

## ゲームにおけるダンジョン
今日、一般に「ダンジョン」という言葉が用いられた場合、大抵はゲームの中に登場する「ダンジョン」を意味し、日本語では総じて「地下迷宮」あるいは単に「迷宮」と表現することも多い。
黒田幸弘の著書『D&Dがよくわかる本』によると、その語源は「古城の地下には財宝が隠されていたり怪物が住み着いていたりする」という西洋の俗説に由来する。
ゲームでは、冒険の舞台となるさまざまな神秘や謎や宝が埋もれている危険な領域として表現されている。その様態は洞窟であったり人工的な建築物であったり、怪物の巣穴であったり、時には森や山道であったりと様々。ダンジョンにはならず者や獰猛な生物（実在の物や想像上の物まで）が徘徊し、時には罠や何らかの施設・遺跡などがある。古典的テーブルトークRPGのダンジョンアドベンチャーとよばれ、『ダンジョンズ&ドラゴンズ』に見られるように、城には地下何十階、何百メートルにもおよぶダンジョンがあり、地下に行けば行くほどより危険だがそれだけの見返りがある。しかし途中で倒されると所持物を失う。魔法や何らかの超人間的な技術で造られたダンジョンは、異界や地獄に通じていることもある。またその場所がダンジョンである場合もある。
閉鎖空間であり行動も制限されるダンジョンは、容量やプログラムの制約があるコンピュータゲームにおいても表現の容易な舞台である。コンピュータRPG黎明期の代表作である『ローグ』や『ウィザードリィ』も、主要なゲームの舞台はダンジョンであった。両者のシステムを受け継いだゲームは共に「ダンジョンRPG」として分類され、主にローグのようなゲームはローグライクゲーム、ウィザードリィのようなゲームは3DダンジョンRPGとしてジャンルを形成している。
そのゲームにおいて最後のダンジョンのことをラストダンジョンと呼ぶ。ラストダンジョンの最深部にはほとんどの場合最終ボスがいるが、例外もある。
なお、大阪梅田の地下街のように道に迷いやすい場所も比喩的意味で「ダンジョン」と呼ばれる場合もある。

## 観光施設､テーマパークとしてのダンジョン
ヨーロッパでは監獄や地下牢で起きた暗黒の歴史的な出来事を人形や俳優でリアルに再現している観光施設がある。テーマパークとして蝋人形館やお化け屋敷のように怖いもの見たさで人気を呼んでいる｡
- ロンドン・ダンジョン
- ハンブルク・ダンジョン
- アムステルダム・ダンジョン
- ベルリン・ダンジョン
- サンフランシスコ・ダンジョン
- ブラックプールタワー・ダンジョン
- ウォリック・ダンジョン
- ヨーク・ダンジョン